# Onthophagus pinaroo
Onthophagus pinaroo es una especie de insecto del género Onthophagus, familia Scarabaeidae, orden Coleoptera.

Fue descrita científicamente por Storey & Weir en 1990.